# W. Raymond Drake
W. Raymond Drake (n. 1913 – d. 1989), un discipol britanic al lui Charles Fort, a publicat nouă cărți pe tema astronautului antic, prima carte apărând cu patru ani mai devreme decât Amintiri despre viitor (1968) de Erich von Däniken. Mulți scriitori despre farfuriile zburătoare de la mijlocul anilor 1950, cum ar fi Desmond Leslie, George Hunt Williamson, Daniel Fry sau Morris K. Jessup au elaborat, de asemenea, diferite idei despre astronautul antic, inclusiv „dovezi” că mai multe civilizații antice au fost colonii ale extratereștrilor care au pierdut în cele din urmă secretele tehnologice și au devenit imposibil de deosebit de oameni și/sau faptul că multe alte civilizații antice au fost rezultatul unui contact uman cu extratereștrii.
Drake a petrecut mulți ani căutând prin arhivele imense de materiale, în căutarea sa după presupuse anomalii care ar fi putut sprijini scenariile sale despre impactul extratereștrilor din spațiul cosmic asupra istoriei omenirii. Așa cum însuși Drake a spus, „am dorit să adun pe cât posibil cât mai multe fapte, de la literatura veche la cronici din trecut, ceea ce Charles Fort a realizat atât de incredibil pentru secolul actual.” Un autor britanic anterior oarecum comparabil cu munca lui Drake a fost Harold T. Wilkins.

## Cărți publicate
- Gods or Spacemen? (1964) ISBN 0-451-07192-1
- Gods and Spacemen in the Ancient East (1968)
- Mystery of the gods-- are they coming back to earth? (1972)
- The Ancient Secrets of Mysterious America-is Our Destiny Upon Us? (1973)
- Gods and Spacemen in the Ancient West (1974) ISBN 0-451-06055-5
- Gods and Spacemen in the Ancient Past (1975) ISBN 0-451-06140-3
- Gods and Spacemen Throughout History (1975) ISBN 0-85435-332-1
- Gods and Spacemen in Greece and Rome (1976) ISBN 0-451-07620-6
- Gods and Spacemen in Ancient Israel (1976) ISBN 0-7221-3034-1
- Messengers from the Stars (1977)
- Cosmic Continents (1986)